# Naturbahnrodel-Europameisterschaft 1978
Die 7. FIL Naturbahnrodel-Europameisterschaft fand vom 17. bis 19. Februar 1978 in Aurach bei Kitzbühel in Österreich statt.

## Technische Daten der Naturrodelbahn
| Name              | „Blaufeld“ Naturrodelbahn Aurach |
| Start             | 0958 m ü. A.                     |
| Ziel              | 0798 m ü. A.                     |
| Höhendifferenz    | 0160 m                           |
| Minimales Gefälle | 0008 %                           |
| Maximales Gefälle | 0024 %                           |
| Länge             | 1020 m                           |

## Einsitzer Herren
| Platz | Name               | Zeit |
| ----- | ------------------ | ---- |
| 01    | Hubert Mairamhof   | ?    |
| 02    | Werner Prantl      | ?    |
| 03    | Alfred Kogler      | ?    |
| 04    | Damiano Lugon      | ?    |
| 05    | Josef Theurl       | ?    |
| 06    | Johann Mair        | ?    |
| 07    | Otto Bachmann      | ?    |
| 08    | Raimund Pigneter   | ?    |
| 09    | Klaus Motz         | ?    |
| 10    | Helmut Hutter      | ?    |
| 11    | Eugen Obexer       | ?    |
| 12    | Hermann Sporer     | ?    |
| 13    | Oswald Pörnbacher  | ?    |
| 14    | Karl Oberhöller    | ?    |
| 15    | Ernst Scheuchl     | ?    |
| 16    | Engelbert Fuchs    | ?    |
| 17    | Heinz Kleinhofer   | ?    |
| 18    | Wolfgang Erlacher  | ?    |
| 19    | Erwin Eichelberger | ?    |
| 20    | Ernst Stangl       | ?    |
| 21    | Egon Tronegger     | ?    |
| 22    | Martin Haller      | ?    |
| 23    | Leopold Krašovec   | ?    |
| 24    | Erich Hedinger     | ?    |
| 25    | Ernst Buchwieser   | ?    |
| 26    | Georg Spindler     | ?    |
| 27    | Drago Česen        | ?    |
| 28    | Teodor Kalisnik    | ?    |
| 29    | Marjan Meglič      | ?    |
| 30    | Geir Sörnes Hansen | ?    |
| 31    | Viko Debeljak      | ?    |
| 32    | Mirko Klinar       | ?    |
| 33    | Vitus Gansler      | ?    |
| 34    | Wilfried Braun     | ?    |
| 35    | Peter Vogler       | ?    |
| 36    | Toni Habjan        | ?    |
| 37    | Edward Fender      | ?    |
| 38    | Harald Wenzelis    | ?    |
| 39    | Josef Tschachler   | ?    |
| 40    | Carl-Henrik Backe  | ?    |
| 41    | Jerzy Ogrodzki     | ?    |
| 42    | Jože Frelin        | ?    |
| 43    | Stanko Koler       | ?    |
| 44    | Ryszard Rajzinger  | ?    |
| 45    | Bruce Smith        | ?    |
| --    | Josef Ploner       | DNF  |
| --    | Ray Lindfors       | DNF  |
| --    | Erich Graber       | DNF  |
| --    | Paul Mitterstieler | DNF  |

Datum: 18. Februar (1. und 2. Wertungslauf) und 19. Februar 1978 (3. Wertungslauf)
Der Italiener Hubert Mairamhof wurde Europameister im Herren-Einsitzer vor dem Österreicher Werner Prantl. Für beide war es ihre erste EM-Medaille. Der Europameister von 1975, Alfred Kogler aus Österreich, wurde Dritter. Der Titelverteidiger Erich Graber kam nicht ins Ziel.

## Einsitzer Damen
| Platz | Name                 | Zeit |
| ----- | -------------------- | ---- |
| 01    | Elfriede Pirkmann    | ?    |
| 02    | Roswitha Fischer     | ?    |
| 03    | Ruth Oberhöller      | ?    |
| 04    | Annemarie Ebner      | ?    |
| 05    | Herta Hafner         | ?    |
| 06    | Lisa Obermoser       | ?    |
| 07    | Cordula Knapp        | ?    |
| 08    | Maria Stanislawek    | ?    |
| 09    | Jana Miklavčič       | ?    |
| 10    | Halina Biegun        | ?    |
| --    | Hilde Fuchs          | DNF  |
| --    | Barbara Hengi        | DNF  |
| --    | Helene Mitterstieler | DNF  |

Datum: 18. Februar (1. und 2. Wertungslauf) und 19. Februar 1978 (3. Wertungslauf)
Die Österreicherin Elfriede Pirkmann wurde zum zweiten Mal nach 1973 Europameisterin im Einsitzer der Damen. Auch bei den drei Europameisterschaften dazwischen hatte sie immer die Medaillenränge erreicht. Die Silbermedaille ging an die Italienerin Roswitha Fischer, die ihr erstes Edelmetall bei Europameisterschaften gewann. Die drittplatzierte Ruth Oberhöller aus Österreich hatte bereits 1971 ebenfalls den dritten Rang erreicht. Wie bei den Herren schied auch bei den Damen die Titelverteidigerin – die Italienerin Helene Mitterstieler – aus.

## Doppelsitzer
| Platz | Name                                     | Zeit |
| ----- | ---------------------------------------- | ---- |
| 01    | Werner Mücke – Helmut Hutter             | ?    |
| 02    | Hubert Mairamhof – Josef Ploner          | ?    |
| 03    | Gebhard Oberbichler – Hubert Außerdorfer | ?    |
| 04    | Eugen Obexer – Paul Mitterstieler        | ?    |
| 05    | Damiano Lugon – Erich Graber             | ?    |
| 06    | Alfred Kogler – Wolfgang Erlacher        | ?    |
| 07    | Werner Prantl – Florian Prantl           | ?    |
| 08    | Richard Huter – Klaus Motz               | ?    |
| 09    | Lothar Mittelberger – Armin Gwehenberger | ?    |
| 10    | Oswald Pörnbacher – Albert Brunner       | ?    |
| 11    | Georg Spindler – Vitus Gansler           | ?    |
| 12    | Leopold Krašovec – Mirko Klinar          | ?    |
| 13    | Josef Tschachler – Erich Hedinger        | ?    |
| 14    | Edward Fender – Ryszard Rajzinger        | ?    |
| 15    | Harald Wenzelis – Jerzy Ogrodzki         | ?    |
| --    | Toni Habjan – Viko Debeljak              | DNF  |
| --    | Drago Česen – Teodor Kalisnik            | DNF  |
| --    | Ernst Buchwieser – Wilfried Braun        | DNF  |
| --    | Johann Mair – Otto Bachmann              | DNF  |

Datum: 19. Februar 1978 (beide Wertungsläufe)
Europameister im Doppelsitzer wurden die Österreicher Werner Mücke und Helmut Hutter. Die Silbermedaille gewannen die Italiener Hubert Mairamhof und Josef Ploner, die bei der letzten Europameisterschaft Dritte waren. Die Bronzemedaille gewannen die Österreicher Gebhard Oberbichler und Hubert Außerdorfer. Für sie war es ihre einzige Medaille bei Großereignissen.

## Medaillenspiegel
| Platz | Land       | Gold | Silber | Bronze | Gesamt |
| ----- | ---------- | ---- | ------ | ------ | ------ |
| 1.    | Österreich | 2    | 1      | 3      | 6      |
| 2.    | Italien    | 1    | 2      | —      | 3      |